# Calígula
Cayo Julio César Augusto Germánico (en latín: Gaius Iulius Caesar Augustus Germanicus; Anzio, 31 de agosto de 12-Roma, 24 de enero de 41), más conocido como Calígula, fue el tercer emperador romano, perteneciente a la dinastía Julio-Claudia, gobernando desde el año 37 hasta el año 41.
Era hijo de Germánico, uno de los más grandes generales de la historia de Roma, quien a su vez era hijo adoptivo del emperador Tiberio. Su abuelo Nerón Claudio Druso, muerto prematuramente, era el hermano menor del emperador Tiberio. De niño acompañó a su padre en sus expediciones militares por Germania (14-16), donde se calzaba con las caligas de los legionarios, quienes le dieron el sobrenombre afectuoso de «Calígula», que significa literalmente «botitas». Tras la celebración en Roma del triunfo de su padre, marchó con él a Oriente. Germánico murió durante su estancia en Antioquía, en el año 19. Después de enterrar a su padre, Calígula regresó con su madre y sus hermanos a Roma. Su presencia generaba incomodidad al emperador,  probablemente por las extrañas muertes de una serie de parientes de Calígula, entre los que se contaban dos de sus tíos. Esto degeneró en una enemistad con Tiberio aunque sus relaciones parecieron mejorar cuando este se trasladó a Capri y fue nombrado pontifex. Antes de su muerte, el 16 de marzo de 37, Tiberio ordenó que el Imperio fuera gobernado de forma conjunta por Calígula y Tiberio Gemelo.
Tras deshacerse de Gemelo, el nuevo emperador tomó las riendas del imperio en 37 d. C., a la edad de 24 años. De las pocas fuentes supervivientes sobre Calígula y su breve reinado de cuatro años, la mayoría fueron escritas por miembros de la nobleza y el Senado, mucho después de los acontecimientos que pretenden describir. Su breve administración tuvo una época inicial marcada por una creciente prosperidad y una gestión impecable; no obstante, una grave enfermedad que sufrió el emperador marcó un punto de inflexión en su modo de reinar. A pesar de que una serie de errores en su administración habían derivado en una crisis económica y en una hambruna, emprendió un conjunto de reformas públicas y urbanísticas que acabaron por vaciar el tesoro. Acuciado por las deudas, puso en marcha una serie de medidas desesperadas para restablecer las finanzas imperiales, entre las que destacó la de pedir dinero a la plebe.
En el plano internacional, su reinado se caracterizó por la anexión de la provincia de Mauritania, a cuyo monarca asesinó en una de sus visitas a Roma, por el fracaso en la conquista de Britania y por tensiones que azotaron las provincias orientales del Imperio. En Oriente, dio muestras del valor de su amistad con la concesión de los territorios de Batanea y Traconítide a su amigo Herodes Agripa, y de su megalomanía al ordenar que se erigiera una estatua en su honor en el Templo de Jerusalén. Mientras tanto en Occidente las dio de su demencia al pedir a su ejército que en vez de atacar a las tribus britanas se pusiera a recoger conchas, el tributo que según él esas aguas le debían a la Colina Capitolina y al Monte Palatino.
Según determinados historiadores, en sus últimos años de vida estuvo envuelto en una serie de escándalos entre los que destacan mantener relaciones incestuosas con sus hermanas e incluso obligarlas a prostituirse. El 24 de enero de 41 fue asesinado por los ejecutores de una conspiración integrada por pretorianos y senadores, y liderados por su praefectus, Casio Querea. El deseo de algunos conspiradores de restaurar la República se vio frustrado cuando los pretorianos declararon emperador al tío de Calígula, Claudio, el mismo día del asesinato. Una de las primeras acciones de Claudio como emperador fue ordenar la ejecución de los asesinos de su sobrino.
Existen pocas fuentes supervivientes que describan su reinado, ninguna de las cuales lo refiere de manera favorable; por el contrario, las fuentes se centran en su crueldad, extravagancia y perversidad sexual, presentándole como un tirano demente y asesino que exigía y recibía adoración como un dios viviente, que humilló a su Senado y que planeaba convertir a su caballo Incitatus en cónsul. Aunque la fiabilidad de estas fuentes es difícil de evaluar, de acuerdo con lo que se conoce a ciencia cierta acerca de su reinado, trabajó incansablemente a fin de aumentar la autoridad del princeps; teniendo que hacer frente a varias conspiraciones surgidas con el objeto de derrocarle y luchando a fin de reducir la influencia del Senado, aplastando la oposición que este órgano legislativo continuaba ejerciendo. Se convirtió en el primer emperador en presentarse ante el pueblo como un dios. La mayoría de comentarios modernos buscan explicar la posición, personalidad y el contexto histórico de Calígula. Muchas de las acusaciones en su contra son descartadas por algunos historiadores como malentendidos, exageraciones, burlas o fantasías maliciosas.
La muerte de Calígula marcó el final oficial de los Julios Césares en la línea masculina, si bien la dinastía Julio-Claudia siguió gobernando hasta la muerte del sobrino de Calígula, el emperador Nerón.

## Familia y primeros años

### Familia
Nacido con el nombre de Cayo Julio César (Gaius Iulius Caesar) el 31 de agosto de 12 en las inmediaciones de Anzio, Calígula era el tercero de los seis hijos supervivientes del matrimonio entre Germánico y Agripina la Mayor. Sus hermanos fueron Nerón y Druso, y sus hermanas Julia Livila, Julia Drusila y Agripina la Menor. Por parte de su padre era sobrino del futuro emperador Claudio.
Germánico, su padre, era un importante miembro de la dinastía Julio-Claudia; y hoy en día es considerado como uno de los más grandes generales del Imperio romano. Era hijo de Nerón Claudio Druso y Antonia la Menor, nieto de Tiberio Claudio Nerón y Livia; y sobrino nieto e hijo adoptivo de Augusto.
Agripina, su madre, era hija de Marco Vipsanio Agripa y Julia la Mayor, y nieta de Augusto y Escribonia.

### Juventud

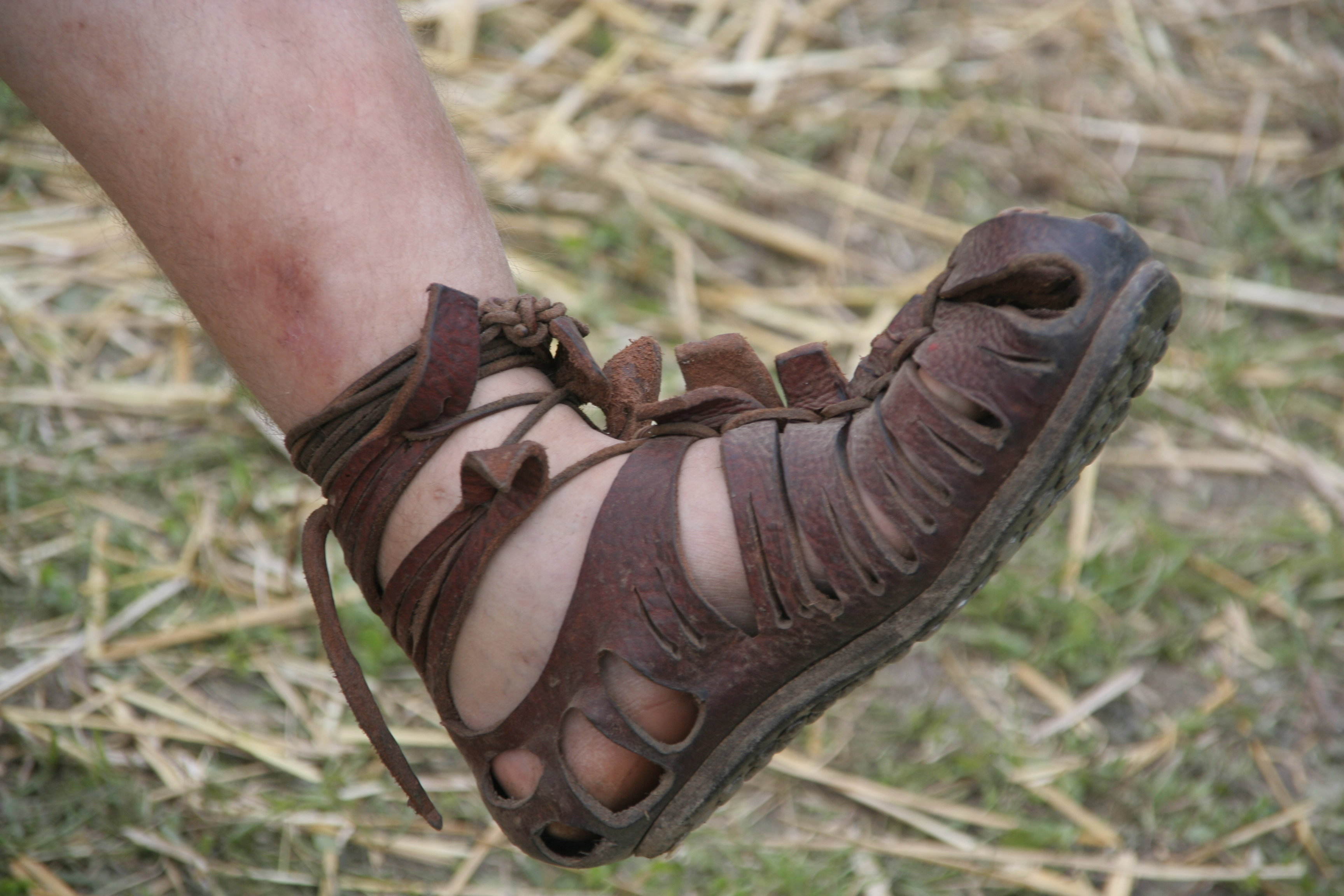
Una caliga

Durante su infancia (con solamente dos o tres años) acompañó a su padre en las campañas que este lideró al norte de Germania; convirtiéndose en la mascota del ejército. A los soldados les divertía el hecho de que fuera vestido con un uniforme militar en miniatura que incluía botas y armadura, y por ello le dieron el cariñoso apodo de «Calígula» («botitas»). Según Séneca, siendo ya emperador odiaba este apodo.
Cuando tenía siete años acompañó a Germánico a una legación en Siria. Durante dicho viaje murió su padre, el 10 de octubre de 19. Según Suetonio, Germánico fue envenenado a través de un agente contratado por Tiberio, que veía al general como un peligroso rival político, pero, a través de Tácito, y por un importante documento epigráfico, se conocen los detalles del proceso, condena y suicidio del principal instigador, un senador amigo íntimo de Tiberio.
Tras la muerte de su padre, tuvo que consolarse dedicándose a su caballo, al que posteriormente llegó a otorgar un cargo político, y se trasladó a vivir a Roma con su madre hasta que las relaciones entre ella y Tiberio se deterioraron. El emperador no podía permitir que Agripina se casara, por miedo a que su marido se convirtiera en un posible adversario político, y ella y Nerón César fueron exiliados en el año 29 bajo cargos de traición. Se envió a Calígula, que por esa época era un adolescente, a vivir con su bisabuela y madre de Tiberio, Livia. Tras la muerte de Livia, fue acogido por su abuela Antonia. En 30 Druso César fue encarcelado y Nerón César murió en el exilio, no se sabe si por inanición o suicidio. Suetonio escribe que tras el destierro de su madre y sus hermanos, él y sus hermanas quedaron poco más que como prisioneros de Tiberio, sometiéndoseles a una estrecha vigilancia por parte de los soldados imperiales.
En el año 31 Calígula pasó a formar parte del séquito de acompañantes de Tiberio en Capri, donde el joven permaneció durante seis años. Para sorpresa de la mayoría, se reconcilió con el emperador. Según ciertos historiadores era un excelente actor que, viendo el peligro, decidió esconder el resentimiento que albergaba hacia Tiberio. Un observador dijo de Calígula:

Nunca hubo aquí un mejor siervo o un peor amo.

En 33, Tiberio le concedió el cargo de cuestor, puesto que conservó hasta su nombramiento como emperador. Por esa época fallecieron en prisión Agripina y Druso, su madre y hermano. Cayo contrajo matrimonio con Junia Claudila. Dicho matrimonio terminó con la muerte de Junia durante un parto al año siguiente. Se hizo amigo del praefectus, Sutorio Macro, quien resultó ser un importante aliado. Incitado por Calígula, Macro habló bien a Tiberio acerca de su amigo a fin de que el emperador no albergara hacia el hijo de su viejo rival ninguna sospecha.
En 35, Calígula y Tiberio Gemelo fueron nombrados herederos del trono.

## Emperador

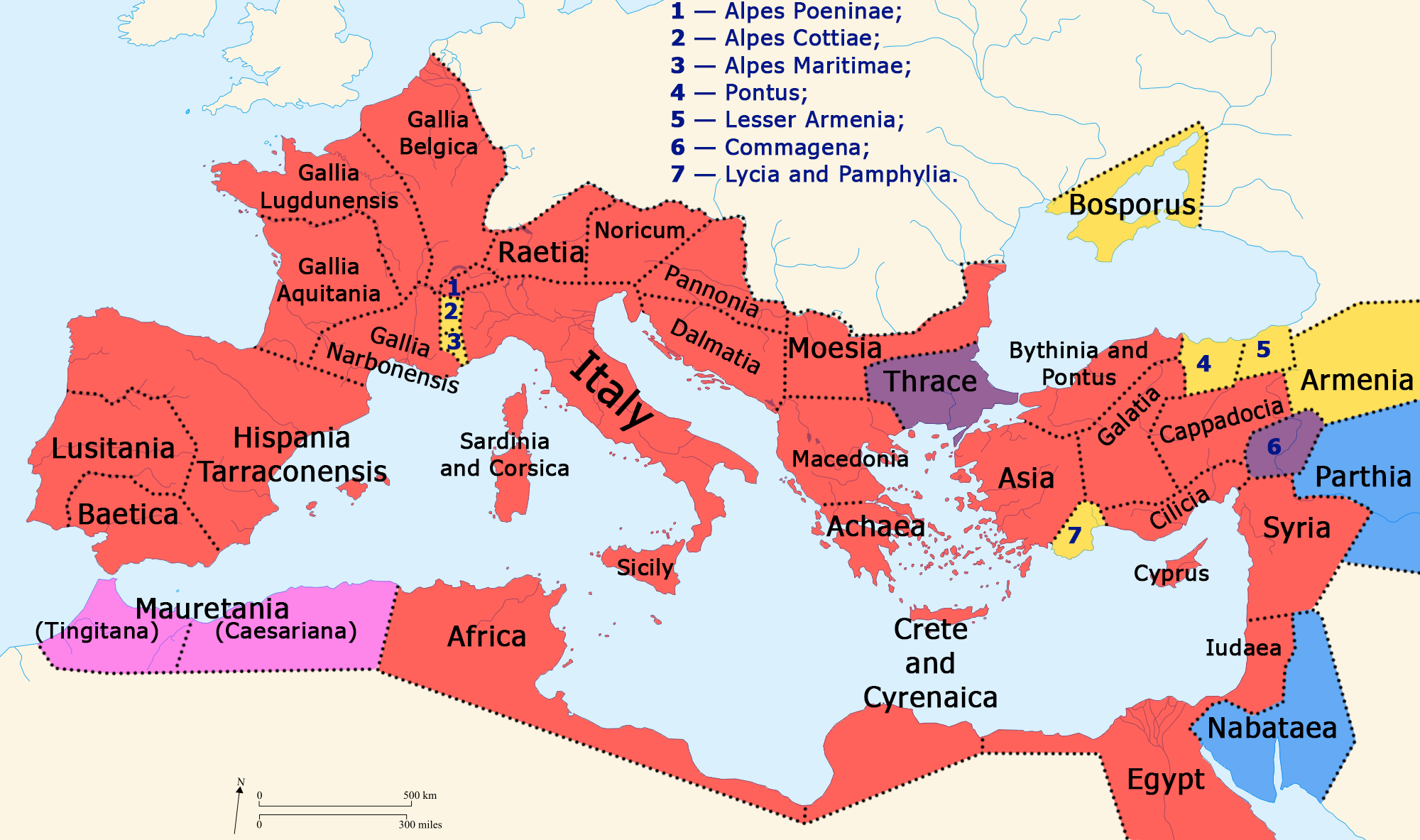
Mapa del Imperio Romano y de los estados vecinos bajo Calígula. Legenda:
Italia y provincias romanas
Estados independientes
Estados cliente de Roma
Reino de Mauritania, anexado al Imperio por Calígula
Tracia y Commagene, territorios romanos que Calígula asignó como estado cliente

### Inicio de su reinado

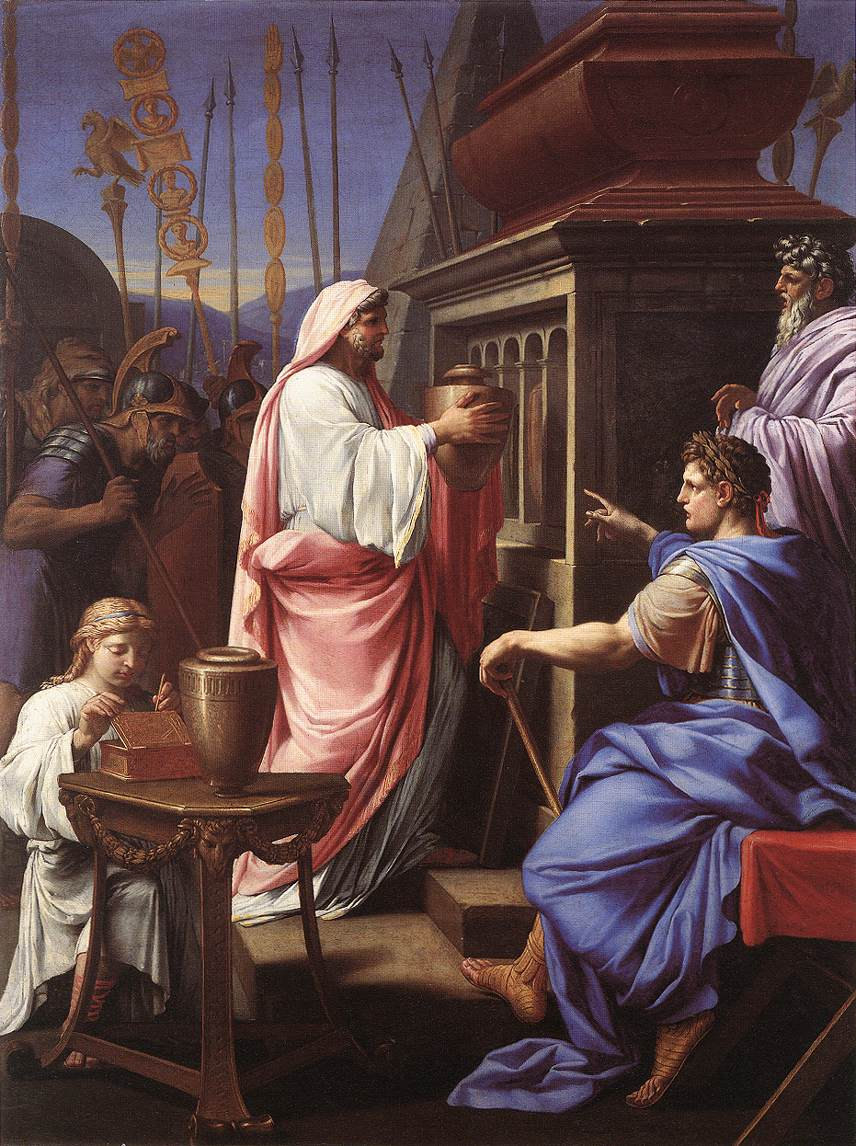
Calígula ante la tumba de sus ancestros, por Eustache Le Sueur, 1647.

Cuando Tiberio falleció el 16 de marzo de 37, su posición y títulos adquiridos tales como princeps fueron transferidos a Calígula y al nieto de Tiberio, Gemelo. A pesar de que Tiberio tenía a su muerte 77 años, algunos historiadores mantienen que fue asesinado. Tácito escribe que el prefecto (praefectus) Macro asfixió con una almohada al emperador a fin de garantizar el ascenso de Calígula; Suetonio afirma incluso que el joven heredero pudo haber sido el autor material del asesinato. Por su parte, Filón y Josefo registran que Tiberio falleció por muerte natural. Respaldado por Macro, Calígula fue aceptado emperador en solitario al anularse el testamento de Tiberio, alegando demencia de este al otorgarlo. Así, el 18 de marzo, el Senado proclamó a Calígula como único imperator, asumiendo el nombre oficial de Gaius Caesar Augustus Germanicus.
Cuando Calígula entró en Roma el 28 de marzo, fue recibido por una gran multitud que lo aclamó entre otros con los apodos de «nuestro bebé» y «nuestra estrella». Se le describe como el primer emperador que en el momento de su ascensión era admirado en todo el mundo. Este amor se debía a que era el hijo del finado Germánico, muy amado por la plebe, así como el sucesor de Tiberio, cuya época final en el trono había sido terrible para el pueblo romano. Según Suetonio se sacrificaron cerca de 160.000 animales en su honor durante los tres primeros meses de su reinado. Según Filón, los primeros siete meses del reinado de Calígula fueron los más felices que había experimentado el Imperio en mucho tiempo.
Los primeros actos de Calígula como emperador fueron generosos con el pueblo y el ejército aunque, según Dion Casio, en muchos casos se habrían debido a simples intereses políticos: El emperador concedió a la Guardia Pretoriana y a las tropas urbanas y fronterizas una generosa recompensa por los servicios prestados, a fin de ganarse el apoyo del ejército. Destruyó los documentos en los que habían quedado registrados los nombres de los acusados de traición durante el mandato de Tiberio, declaró que los juicios por traición eran cosa del pasado y llamó a Roma a los exiliados. Ayudó a los afectados por el sistema imperial de impuestos, desterró a los delincuentes sexuales y celebró lujosos espectáculos, tales como combates de gladiadores, ganándose así el apoyo del pueblo. También recogió los cadáveres de su madre y sus hermanos y los depositó en el Ara Pacis.

### Enfermedad, conspiraciones y cambio de actitud
Haciendo realidad un auspicio formulado a principios de su reinado, Calígula cayó gravemente enfermo en octubre de 37. Esta enfermedad es descrita principalmente por el historiador Filón, aunque Dion Casio también la menciona brevemente en su obra. Según Filón su enfermedad se debía a que Calígula, tras convertirse en emperador, se hizo demasiado amigo de los excesos. El Imperio se paralizó cuando recibió la noticia; pues su joven monarca les había llevado a un periodo de prosperidad que decían equiparable al de Augusto. Aunque Calígula logró recuperarse por completo de esta enfermedad, el haber estado tan cerca de la muerte marcó un punto de inflexión en su modo de reinar, tal y como indica Josefo.
Tras haber recobrado la salud, Calígula ordenó asesinar a varias personas que habían prometido sus vidas a los dioses si el emperador se recuperaba. Forzó a suicidarse a miembros de su familia, como su suegro, el senador Marco Silano; y su primo, Tiberio Gemelo.
Filón escribe que Gemelo instigó una conspiración contra Calígula mientras el emperador estaba enfermo. Antes de suicidarse, Marco Silano fue juzgado por Calígula pues Julio Grecino, el encargado de juzgarle en un primer momento, se negó a hacerlo, siendo ejecutado por ello. Suetonio cree que dichos complots eran pura imaginación del emperador.

### Reformas públicas

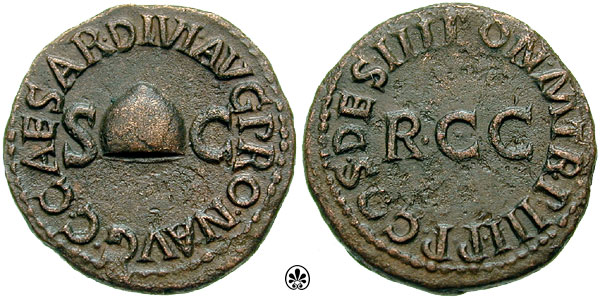
Quadrans emitido a fin de celebrar la abolición de los impuestos de 38. Nótese que en el anverso de la moneda se puede observar un grabado de la libertad, que simboliza la liberación del pueblo de la presión fiscal.

En 38, la administración de Calígula centró su atención en las reformas públicas y políticas que necesitaba el Imperio. Se publicó un documento con los registros de los gastos que había realizado el emperador, algo nunca hecho durante el reinado de Tiberio; se ayudó a los afectados por los incendios; se abolieron ciertos impuestos; y se impulsaron los espectáculos deportivos. También se admitió a nuevos miembros en los órdenes senatorial y ecuestre.
Quizá lo más significativo de este periodo sea la reanudación de las elecciones democráticas. Dion Casio dijo de esta decisión del emperador que:

... aunque hizo las delicias de la plebe, no era un acto sensato, pues las oficinas volverían a caer una vez más en manos de muchos, haciendo que los fondos se emplearan para fines privados en lugar de para obtener ingresos, de lo que derivarían muchos desastres.

Durante este mismo año Calígula fue duramente criticado por ordenar ejecuciones sin juicio previo. La más significativa fue la del ex prefecto del pretorio Sutorio Macro, a quien en muchos sentidos Calígula debía el trono.

### Crisis económica y hambruna
Según Dion Casio, el Imperio tuvo que hacer frente a una grave crisis económica en 39. Suetonio establece el comienzo de dicha crisis en 38. La política de Calígula, marcada por la generosidad y la extravagancia, agotó las reservas financieras del Imperio. Los historiadores antiguos afirman que Calígula reaccionó acusando falsamente a algunos senadores y caballeros para multarlos e incluso ejecutarlos con el propósito de apoderarse de su patrimonio. Con el objeto de hacer frente a la crisis, Calígula puso en marcha una serie de medidas desesperadas, algunas de las cuales son descritas por los historiadores; como pedir dinero al pueblo en los actos públicos. Estableció nuevos impuestos en los juicios, bodas y prostíbulos, y organizó subastas de venta de gladiadores en los espectáculos. Los testamentos de ciudadanos romanos que habían dejado sus bienes a Tiberio fueron reinterpretados a fin de que Calígula recibiera dichos bienes. Se obligó a los centuriones que habían adquirido propiedades durante saqueos a devolver su botín al Erario, y los oficiales responsables de cobrar los impuestos relativos al uso de calzadas fueron acusados de incompetencia y malversación, y multados duramente.

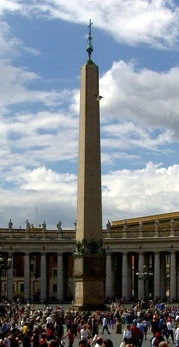
El Obelisco Vaticano fue inicialmente construido en Egipto por la administración de Calígula. Originalmente había sido concebido como el centro de un hipódromo construido en la provincia.

Quizás fuera esta crisis económica la causante de una breve hambruna de dimensiones desconocidas hasta el momento que azotó el Imperio por esa época, aunque los historiadores clásicos difieren en sus opiniones. Según Suetonio, se debía a que Calígula confiscó la mayoría de carruajes públicos. Según Séneca, el motivo fue que Calígula impidió el uso de barcos para el transporte de cereales para utilizarlos como puente flotante.

### Urbanismo

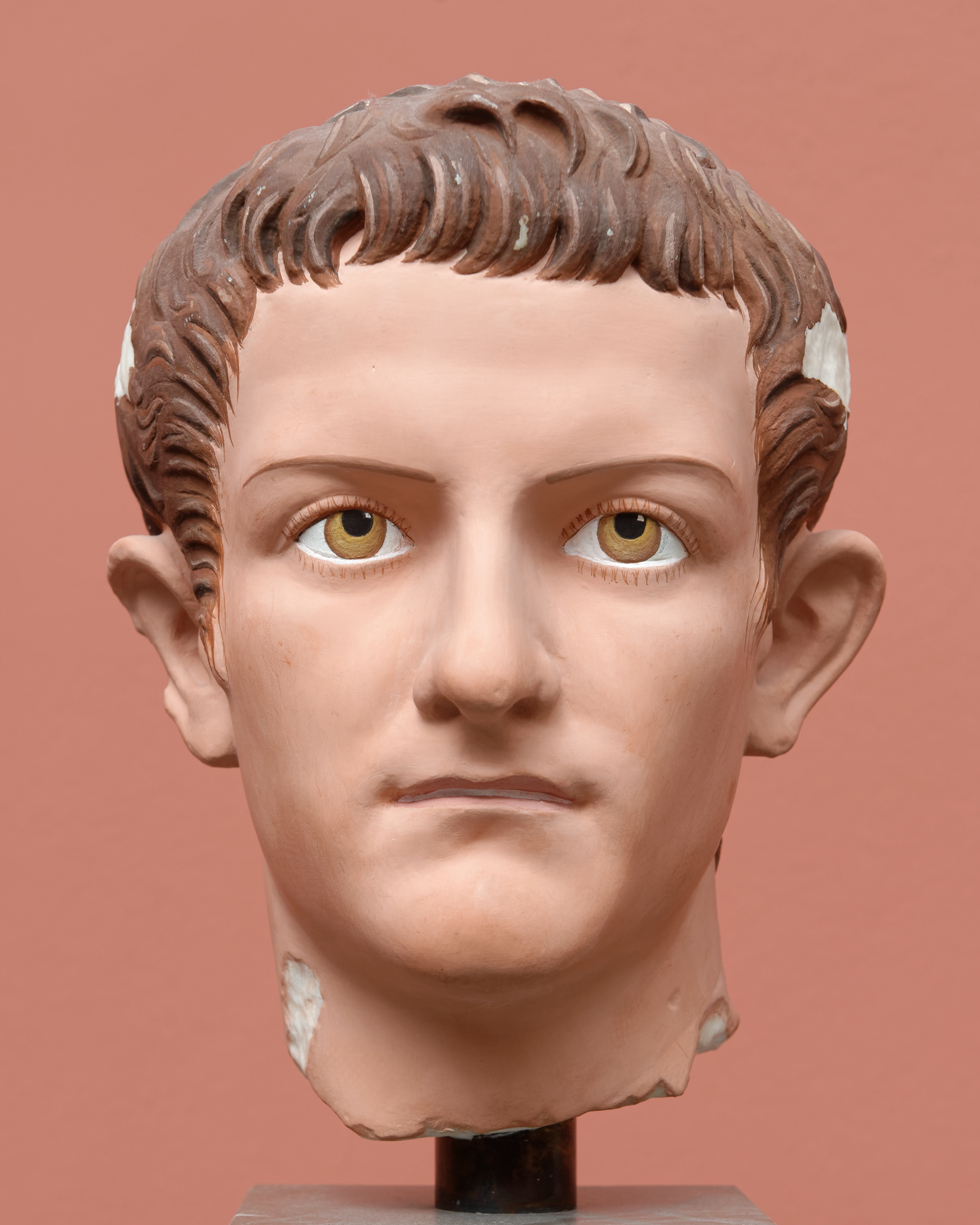
Réplica policromada de un busto de Calígula en la Gliptoteca Ny Carlsberg.

A pesar de la crisis económica, Calígula llevó a cabo numerosos proyectos de construcción durante su reinado. Algunos de estos edificios eran públicos, pero la mayoría se erigieron con un fin privado.
Según Josefo, los proyectos más importantes que se realizaron durante el reinado de Calígula fueron las ampliaciones de los puertos de Regium y Sicilia. Tras llevarse a cabo dichas obras fue posible aumentar el volumen de cereales embarcados desde Egipto. Estas reformas tal vez se realizaron en respuesta al episodio de hambruna.
Se completaron el Templo de Augusto y el Teatro de Pompeyo, se inició la construcción de un anfiteatro en las inmediaciones de la Saepta, y se reformó el Palacio Imperial. Se empezaron a construir el Aqua Claudia y el Anio Novus, acueductos que Plinio el Viejo consideraba maravillas de la ingeniería. Se erigió un gran circo, conocido como el Circo de Cayo y Nerón. Para decorar este edificio, se transportó un gran obelisco desde la provincia de Egipto, el actual Obelisco Vaticano, que se erigió en su centro. En Siracusa, se repararon las murallas y los templos de la ciudad. Se construyeron nuevas carreteras y se repararon las antiguas. El emperador también planeaba reconstruir el palacio de Polícrates de Samos, terminar el Templo de Apolo Didimeo en Éfeso y fundar una ciudad en la cima de los Alpes. Sin embargo, el más ambicioso de los proyectos que Calígula quiso llevar a cabo fue el de excavar un canal a través del Istmo de Corinto, en la entonces provincia romana de Acaya (actualmente Grecia).
En 39, Calígula llevó a cabo un espectacular trabajo de ingeniería; construyó un puente flotante temporal que conectaba los puertos de Baiae y Puteoli empleando barcos. Se ha escrito que este puente rivalizaba con el que levantó el rey persa Jerjes I a fin de cruzar el Helesponto. Calígula, que no sabía nadar, atravesó el río a lomos de su caballo, Incitato, y portando la coraza de Alejandro Magno, de la que había despojado a su momia cuando visitó su mausoleo en Alejandría. Es probable que el emperador realizara esto a fin de cumplir la predicción de Tiberio Claudio Trasilo, que había dicho que nadie tenía más posibilidades de convertirse en emperador que aquel que cruzara a caballo la Bahía de Baiae.
Ordenó la construcción de dos enormes embarcaciones, las cuales han sido encontradas en las profundidades del lago de Nemi. Estos dos barcos figuran entre los más grandes del mundo antiguo; el menor de ellos fue construido con el fin de albergar un templo consagrado a Diana, mientras que el mayor era en esencia un palacio flotante para el emperador, con suelos de mármol y su propio sistema de cañerías.[cita requerida]

### Calígula y el Senado

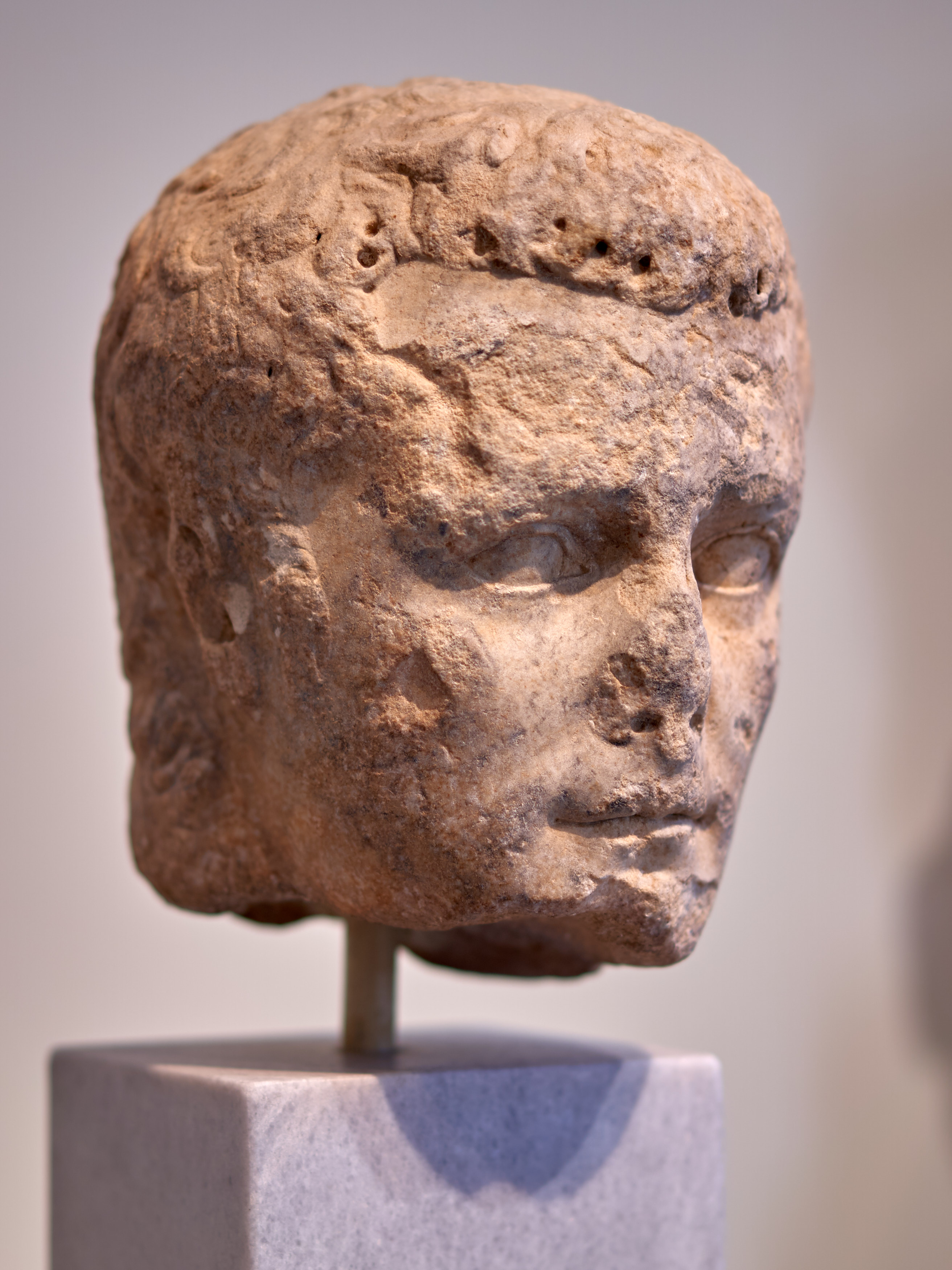
Busto de Calígula del en el Museo Arqueológico Nacional de Atenas.

En el 39 las relaciones entre Calígula y el Senado se deterioraron gravemente. Aunque se desconoce cuál fue el origen de esta disputa, se sabe que hubo una serie de factores que la agravaron en gran medida. Desde que Tiberio se retiró a Capri en 26, el Senado se había acostumbrado a tomar sus propias decisiones; pero el ascenso al trono de Calígula alteró este hecho. Además, los juicios por traición de Tiberio eliminaron a un gran número de senadores partidarios de la dinastía Julio-Claudia, tales como Asinio Galo.
Calígula revisó los casos de los acusados por traición durante el reinado de Tiberio, y sobre la base de los documentos decidió que muchos senadores no eran dignos de confianza. Dichos hombres fueron investigados, y en muchos casos juzgados. Como resultado, el emperador reemplazó al cónsul y ejecutó a varios senadores. Suetonio escribe que Calígula denigró gravemente a varios senadores al obligarles a esperarle y después a correr detrás de su carro.
Tras el deterioro de sus relaciones con el Senado, Calígula tuvo que hacer frente a un gran número de conspiraciones instigadas con el fin de derrocarle. A finales de 39, el emperador descubrió un complot en el que se vio envuelto su cuñado, Marco Emilio Lépido. Poco después hizo ejecutar al gobernador de Germania, Gneo Cornelio Léntulo Getúlico, acusándolo de formar parte de otra conspiración.

### Guerra en el Oeste

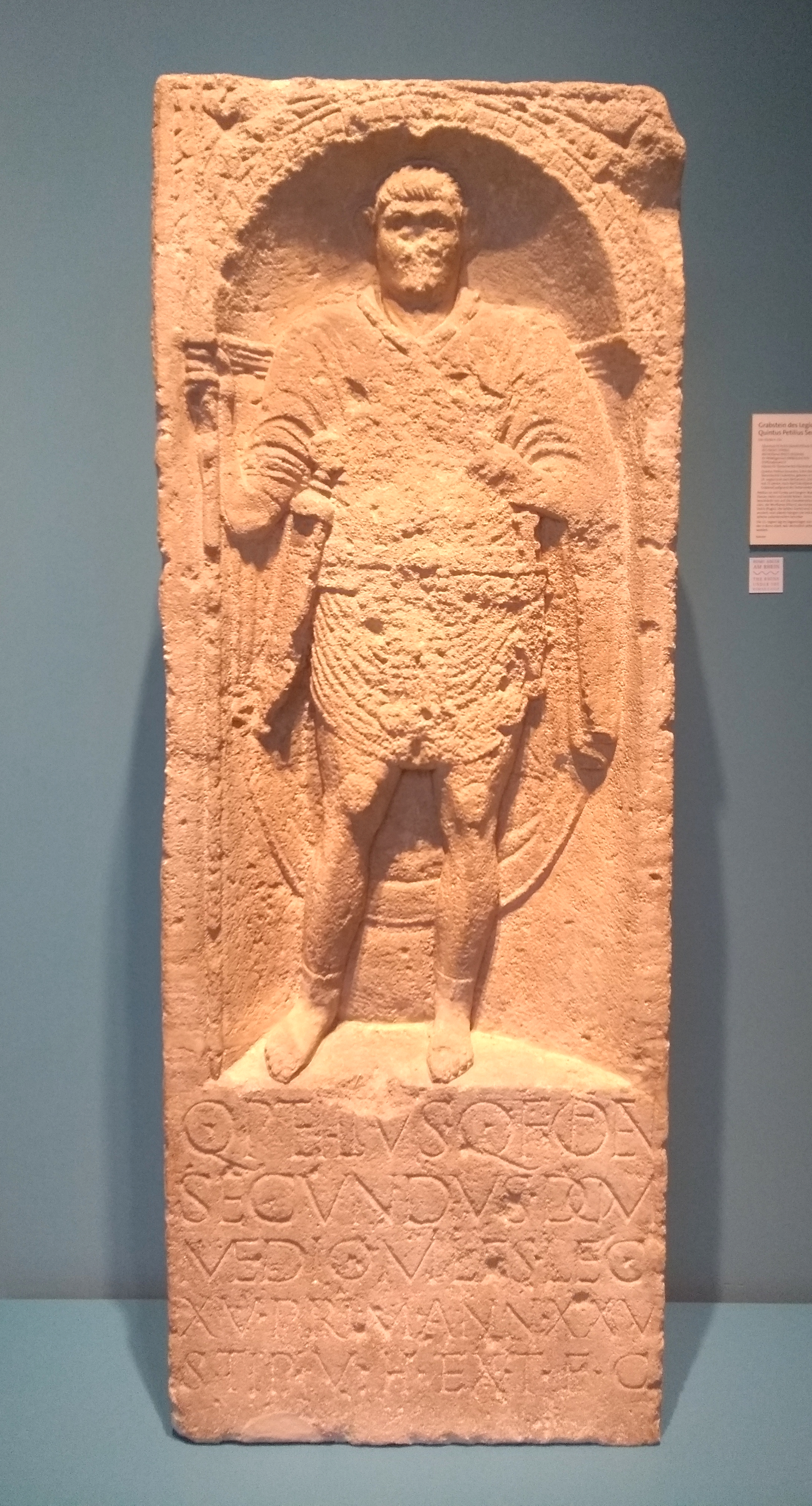
Inscripción hallada en el Castrum de Bonna (actual Bonn) del soldado Quintus Petilius Secundus, alistado en la Legio XV Primigenia en 39, cuando Calígula decidió emprender su campaña germánica y planificar la invasión de Britannia.

Militarmente, el reinado de Calígula estuvo marcado por la expansión de las fronteras del Imperio a través de la anexión de la provincia de Mauritania y por el inicio de los preparativos para la conquista de la isla de Britania.
Mauritania era un reino cliente de Roma gobernado por Ptolomeo de Mauritania, al que el emperador ordenó ejecutar durante una de sus visitas a Roma. Tras la muerte de su gobernante, los territorios que conformaban el reino fueron anexados al Imperio y divididos en dos provincias independientes. El descontento surgido entre los habitantes de las dos nuevas provincias derivó en una importante revuelta, a la que puso fin la administración de Claudio. Dion Casio escribió un capítulo entero acerca de la anexión de Mauritania, el cual se ha perdido.
El emperador planificó una campaña contra los britanos en 40, para la que reclutó en 39 dos nuevas legiones, la XV y la XXII a las que concedió el apelativo de Primigenia en honor a su deidad favorita, la Fortuna Primigenia. El reclutamiento de estas dos legiones fue, según Suetonio, muy riguroso en cuanto a las condiciones exigidas a los reclutas. Sin embargo, su ejecución fue realmente extraña: según lo que escribe Suetonio en su obra Las vidas de los doce césares, el emperador dispuso a sus tropas en formación de batalla a lo largo del Canal de la Mancha y les ordenó que atacaran permaneciendo en el agua. Posteriormente ordenó que los soldados debían recoger conchas del agua como «el tributo que el océano debía a la Colina Capitolina y al Monte Palatino», pero esto ha sido puesto en duda en los últimos años por arqueólogos que al examinar los anillos de los troncos de la cadena de cuarteles romanos en el Rin (dendrocronología) se descubrió que Calígula planeó la invasión a Britania antes que Claudio, pero no la completó por motivos desconocidos y luego Claudio usó estos para invadir Britania. Debido a la práctica ausencia de fuentes, lo que ocurrió allí es motivo de debate incluso entre los escritores contemporáneos de Calígula. Los historiadores modernos han elaborado un gran número de teorías, en un intento de explicar estas acciones. La más factible es que la expedición hubiera sido concebida como una simple misión de exploración y reconocimiento del terreno, o con el objetivo de aceptar la rendición del cacique britano Adminio. También existe la posibilidad de que los antiguos historiadores se refirieran a estas «conchas» en sentido metafórico, queriendo referirse a los genitales femeninos (es probable que las tropas visitaran prostíbulos), o a la captura de barcos britanos de pequeño tamaño. En la acuñación de monedas, el emperador mitificó sus logros militares.

### Calígula el dios

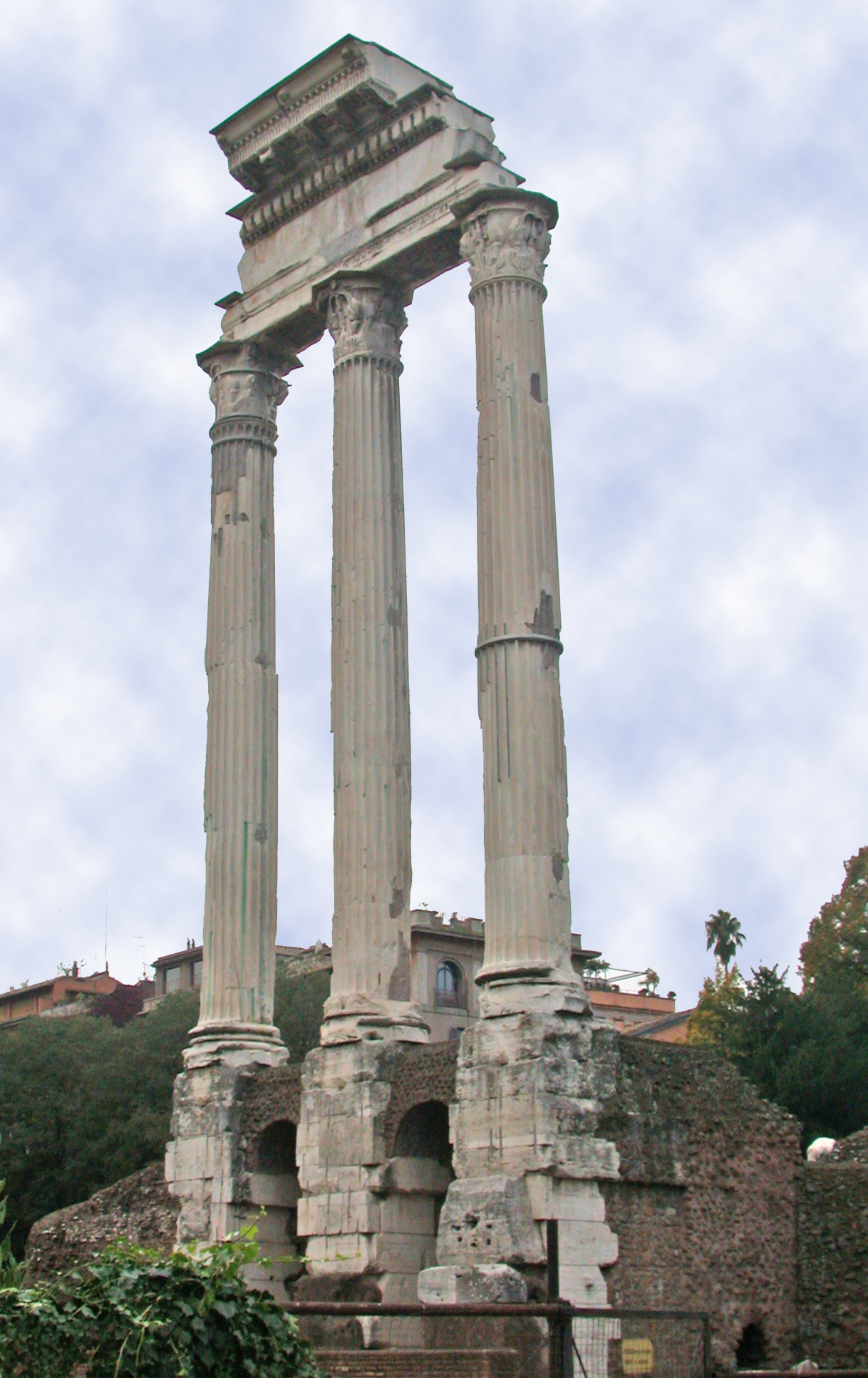
Ruinas del Templo de Cástor y Pólux en el Foro Romano. Las fuentes antiguas sugieren que durante su reinado, Calígula amplió el palacio anexo a esta estructura.

En 40, Calígula desarrolló una serie de políticas muy controvertidas que hicieron de la religión un importante elemento de su papel político. El emperador comenzó a realizar sus apariciones públicas vestido de dios y semidiós, como Hércules, Mercurio, Venus y Apolo. Se refería a sí mismo como un dios cuando comparecía ante los senadores, y en ocasiones aparecía en los documentos públicos con el nombre de Júpiter. Se erigió tres templos a sí mismo; dos en Roma y uno en Mileto, en la provincia de Asia. En el Foro, el Templo de Cástor y Pólux fue vinculado directamente a la residencia imperial en el Palatino y dedicado a Calígula. Fue por esta época cuando empezó a aparecer como un dios ante la plebe.
La política religiosa de Calígula rompía totalmente con la de sus predecesores. Según Dion Casio, los emperadores vivos podían ser adorados en el Este, mientras que los emperadores muertos lo podían ser en Roma. Augusto incluso escribió una obra acerca de su espíritu, aunque Dión considera este acto como una medida extrema que los emperadores preferían eludir. Calígula fue mucho más allá al obligar al Senado y al pueblo a rendirle culto en vida.

### Política en el Este
Durante su reinado, Calígula tuvo que hacer frente a una serie de revueltas y conspiraciones con origen en las provincias orientales. El emperador recibió para esta tarea la ayuda de su amigo Herodes Agripa, a quien convirtió en gobernador de los territorios de Batanea y Traconítide.
Esta difícil situación en el Este estaba motivada por la conjunción de tres factores: la difusión de la cultura griega, la ley romana y los derechos de los judíos.
Para empeorar las cosas, el praefectus de Egipto, Aulo Avilio Flaco, no era hombre de confianza del emperador. Flaco había sido fiel a Tiberio, había conspirado contra la madre de Calígula y contaba con conexiones con los egipcios separatistas. En 38, el emperador decidió vigilar más de cerca a Flaco, para lo que envió a Herodes Agripa a Alejandría sin previo aviso. Según Filón, la visita fue recibida con protestas por la comunidad griega, que creía que Herodes Agripa quería proclamarse rey de los judíos. Flaco trató de contentar a los griegos y a Calígula al levantar estatuas del emperador en las sinagogas de la región. Como resultado, estallaron disturbios en la ciudad, a lo que Calígula respondió relevando a Flaco de su puesto y ejecutándolo.
En 39, Agripa acusó a Herodes Antipas, el tetrarca de Galilea y Perea, de trazar una rebelión contra el gobierno romano con el apoyo del Imperio parto. Antipas confesó y Calígula le exilió. Como recompensa, Agripa recibió las provincias de Batanea y Traconítide.
En 40 estallaron nuevos disturbios en Alejandría que enfrentaron a griegos y judíos. Los judíos fueron acusados de negarse a rendir culto al emperador, y ese mismo año estallaron disturbios en la ciudad de Jamnia. El motivo de la revuelta era el descontento que había generado entre la población judía la construcción de un altar. Las tensiones fueron en aumento hasta que los dirigentes religiosos ordenaron destruirlo. En represalia, Calígula ordenó el emplazamiento de una gran estatua de sí mismo en el Templo de Jerusalén, algo incompatible con el monoteísmo judío. Filón escribió que:

Consideraba [Calígula] sospechosos a la mayoría de los judíos, como si fueran las únicas personas que deseaban oponérsele.

Temiendo que la orden del emperador provocara el estallido de una guerra civil, el gobernador de Siria, Publio Petronio, retrasó todo lo que pudo su ejecución. Finalmente, convencido por Agripa, Calígula revocó dicha orden.

### Escándalos

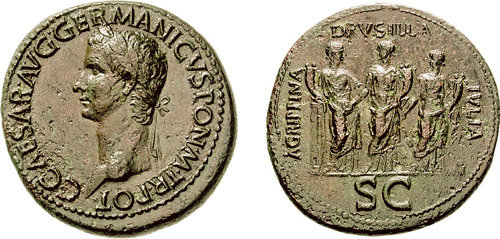
Sestertius con el grabado de Calígula, c. 38. El reverso representa a las tres hermanas de Calígula, Agripina, Julia Drusila y Julia Livila, con las que se rumoreó que el emperador mantuvo relaciones incestuosas.

Las fuentes supervivientes ofrecen un importante número de historias acerca de Calígula que ilustran su crueldad y su demencia.
Las fuentes contemporáneas, Filón de Alejandría y Séneca el Joven, describen al emperador como un demente irascible, caprichoso, derrochador y enfermo sexual. Se le acusaba de alardear de acostarse con las esposas de sus súbditos, de matar por pura diversión, de provocar una hambruna al gastar demasiado dinero en la construcción de su puente, y de querer erigir una estatua de sí mismo en el Templo de Jerusalén con el objeto de ser adorado por todos.
Fuentes posteriores, entre las que destacan Suetonio y Dion Casio, escribieron relatos que no hacen sino repetir los hechos relatados por autores anteriores y añadir nuevas historias de locura. Se acusó a Calígula de mantener relaciones incestuosas con sus hermanas, Agripina la Menor, Julia Drusila y Julia Livila. También se dijo que las obligó a prostituirse. Además, estos historiadores le acusan de enviar a algunas tropas a efectuar ejercicios militares absurdos, y de convertir el palacio en un burdel. Probablemente la historia más famosa es la que cuenta que el emperador quiso nombrar a su caballo, Incitato, cónsul y sacerdote. La crítica posterior ha señalado que Suetonio perjudicó a aquellos emperadores que no eran favorables a su partido. De los datos de otros historiadores se deduce, sin embargo, que no tuvo que esforzarse mucho para lograrlo. Suetonio cuenta que este emperador 

fue creador de una nueva especie de baños, de manjares extraordinarios y de banquetes monstruosos; lavábase con esencias unas veces calientes y otras frías; tragaba perlas de crecido precio disueltas en vinagre; y hacía servir a sus convidados panes y manjares condimentados con oro, diciendo «que era necesario ser económico o vivir como César».

La validez de estas fuentes es cuestionable pues, en la cultura política romana, la demencia y la perversión sexual iban de la mano en las crónicas que describían a los malos gobernantes.

### Asesinato y consecuencias

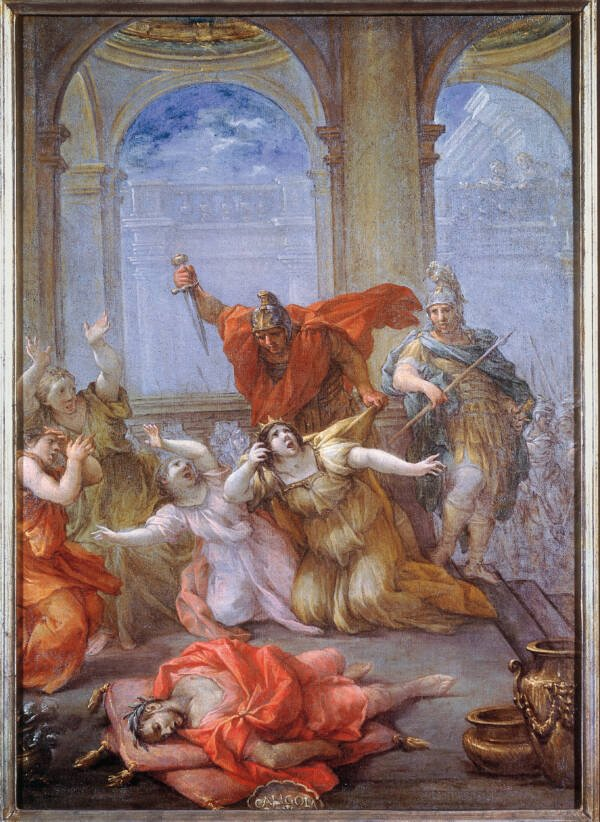
El asesinato del emperador Calígula por Lazzaro Baldi.

Las fuentes antiguas describen el reinado de Calígula como un azote para los órdenes senatorial y ecuestre. Según Josefo, las acciones del emperador desencadenaron una serie de conspiraciones en su contra, hasta que finalmente se llevó a cabo su asesinato; en el mismo, se vieron envueltos los integrantes de la Guardia Pretoriana, liderados por Casio Querea. Aunque el complot fue planeado solo por tres hombres, parece ser que muchos senadores, soldados y équites estaban al tanto del mismo y en cierto modo involucrados.
Según Josefo, las motivaciones de Querea para cometer el asesinato eran puramente políticas. Suetonio escribe que el motivo del asesinato fue que Calígula se valía de nombres peyorativos para referirse a Querea, al que consideraba un afeminado y un recaudador de impuestos incompetente. Los motes más empleados por el emperador para referirse al praefectus eran Príapo y Venus.
El 24 de enero de 41, Querea y unos pretorianos abordaron a Calígula mientras el emperador se dirigía a un grupo de jóvenes actores que participaban en unos juegos. Los detalles acerca de este suceso varían ligeramente de un escritor a otro, pero todos coinciden en que Querea fue el primero en apuñalar al emperador, seguido por el resto de conspiradores. Suetonio señala las similitudes entre el asesinato de Calígula y el de Julio César. El historiador escribe que el viejo Cayo Julio César (Julio César) y el joven Cayo Julio César (Calígula) fueron asesinados por 30 conspiradores liderados por un hombre llamado Casio (Cayo Casio Longino y Casio Querea). Cuando los guardaespaldas germanos del emperador se dieron cuenta de que Calígula estaba siendo atacado, este ya estaba muerto. Embargados por la rabia y el dolor, los germanos respondieron asesinando a conspiradores, senadores, transeúntes e inocentes por igual.
El Senado trató de usar la muerte de Calígula para restaurar la República y, por su parte, Querea intentó convencer al ejército para que apoyara a los senadores. No obstante, los militares permanecieron leales a la figura del emperador, y la plebe unánimemente pidió que los asesinos de Calígula fueran llevados ante la justicia. Viéndose sin apoyos, los asesinos apuñalaron a la esposa de Calígula, Milonia Cesonia, y a su hija, Julia Drusila, a quien rompieron el cráneo al golpear su cabeza contra un muro. Sin embargo, fueron incapaces de encontrar al tío de Calígula, Claudio, que huyó de la ciudad. Tras haberse asegurado el apoyo de la Guardia Pretoriana, Claudio fue nombrado emperador y, nada más acceder al trono, el tío de Calígula ordenó la ejecución de los asesinos de su sobrino. Según Suetonio, el cuerpo del emperador fue escondido hasta que sus hermanas pudieron incinerarlo y sepultarlo. Permaneció en el Mausoleo de Augusto hasta que en 410, durante el saqueo de Roma, sus cenizas fueron dispersadas.

## Historiografía

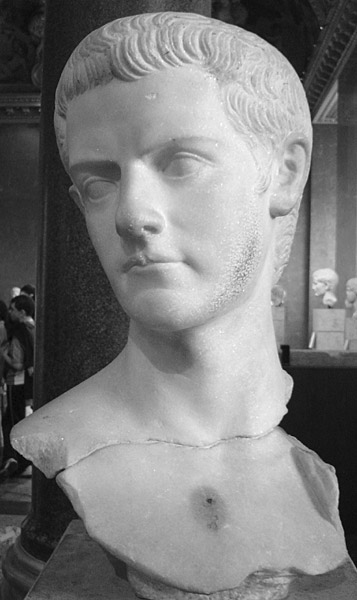
Busto de Calígula en el Museo del Louvre, Paris.

Ofrecer una visión exacta acerca del reinado de Calígula es extremadamente difícil. Solo dos fuentes contemporáneas al emperador han llegado a nuestros días: los trabajos de Filón de Alejandría y Séneca el Joven. Las obras del primero, De la Embajada a Cayo y Flaco, proporcionan algunos detalles acerca de los inicios del reinado de Calígula, pero se centran en los acontecimientos que rodearon a la población judía que habitaba las provincias de Judea y Egipto. Las obras de Séneca ofrecen algunas anécdotas acerca de la personalidad de Calígula; no obstante, la objetividad de estos escritos ha sido cuestionada debido a que el propio Séneca estuvo a punto de ser ejecutado por el emperador en 39, cuando fue acusado de participar en una conspiración a fin de derrocarle.
Existieron obras contemporáneas que relataban detalladamente su reinado, pero estas obras se han perdido en su totalidad. Además, los historiadores que las escribieron fueron tachados de sesgados, ya sea por ser demasiado críticos o aduladores con el emperador. En cualquier caso, las fuentes primarias perdidas, unidas a las obras de Séneca y Filón, han servido como base de las fuentes secundarias y terciarias supervivientes, escritas por las siguientes generaciones de escritores. Se conoce el nombre de algunos de ellos; tales como Cluvio Rufo y Fabio Rústico, autores de dos escritos que criticaban duramente a Calígula, ahora perdidos. Rústico fue un conocido amigo de Séneca, famoso entre sus contemporáneos por el elegante uso que hacía de los recursos literarios y por la tergiversación de que eran víctimas sus historias. Rufo era un influyente senador que se vio envuelto en el asesinato del emperador. La hermana de Calígula, Agripina la Menor, escribió una autobiografía que relataba el periodo de su hermano como emperador, la cual también se ha perdido. Agripina había sido exiliada por su hermano a consecuencia de sus conexiones con Marco Emilio Lépido, que conspiró contra él. La herencia del hijo de Agripina, Nerón, fue incautada por su tío. Getúlico, un poeta, escribió un gran número de poemas acerca de su reinado, ninguno de los cuales ha sobrevivido.
La mayor parte de lo que se conoce acerca de este emperador procede de Suetonio y Dión Casio, cuya objetividad está puesta en duda debido a su condición de patricios. Suetonio redactó su obra ochenta años después de la muerte de Calígula, mientras que Dion Casio lo hizo 180 años después. Aunque la labor de Dion Casio es muy valiosa, de su obra solo ha sobrevivido un pequeño resumen escrito por Juan Xifilino, un monje del siglo XI. Por su parte, Suetonio ocupa los primeros 21 capítulos de su obra, de un total de 60 dedicados a la vida de este César, en retratar a Calígula como un emperador; y solo a partir del capítulo 22 declara que en adelante hablará de Calígula como un monstruo.
Otra serie de fuentes proporcionan una perspectiva limitada del reinado de este emperador. Josefo ofrece una detallada descripción del asesinato, y Tácito otorga alguna información acerca de su vida durante el reinado de Tiberio. Tácito, supuestamente el más objetivo de los historiadores de la Antigüedad Clásica, escribió una detallada historia de Calígula, pero parte de sus Anales se han perdido. La Naturalis Historia de Plinio el Viejo aporta también algunos detalles acerca de su vida.
De las pocas fuentes supervivientes, no existe ninguna que ofrezca una visión favorable del emperador. La escasez y parcialidad de dichas fuentes ha dado lugar a importantes lagunas acerca de su reinado. De sus dos primeros años en el trono no ha sobrevivido prácticamente nada y, además, los importantes acontecimientos acaecidos durante su reinado, tales como la anexión de Mauritania, la campaña en Gran Bretaña y las diferencias con el Senado, no se describen debidamente.

## Salud

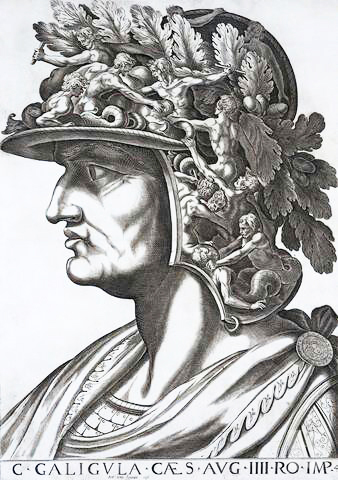
Pintura renacentista de Calígula.

### Demencia
A excepción de Plinio el Viejo, todas las fuentes supervivientes describen a Calígula como un loco. No obstante, no se sabe si están hablando literal o figuradamente. Además, es difícil separar la realidad de la ficción teniendo en cuenta la impopularidad del emperador entre los autores de las fuentes supervivientes. Los historiadores modernos han tratado de atribuir una razón médica a su inestable carácter, alegando la posibilidad de que padeciera encefalitis, epilepsia o hipertiroidismo; se habla de adiatrepsia, una palabra griega que el emperador aplicó a fin de describir su propia conducta.
Filón de Alejandría, Flavio Josefo y Séneca el Joven describen a Calígula como un demente, pero alegan que esta locura era resultado de la experiencia de los años. Según Séneca, el emperador se transformó en un hombre arrogante, iracundo y grosero tras su ascenso al trono. Josefo piensa que fue el poder el que hizo de Calígula un arrogante, llevándole a creer que era un dios. Por su parte, Filón sostiene que su personalidad experimentó un radical cambio cuando estuvo a punto de morir de una enfermedad. Según Juvenal, el emperador bebió una poción que le hizo volverse loco.

### Epilepsia
Suetonio escribe que Calígula padeció epilepsia cuando era joven. Los historiadores modernos han teorizado que el emperador vivía con un profundo y continuo miedo a sufrir un ataque asociado a su enfermedad. A pesar de que aprender a nadar era parte de la educación imperial, el emperador no lo hizo, pues los epilépticos pueden sufrir ataques causados por la luz que se refleja en el agua. También se dijo de él que hablaba con la luna llena, y la luna se relaciona en ocasiones con la epilepsia.

### Hipertiroidismo
Muchos historiadores han defendido que Calígula padecía hipertiroidismo. Este diagnóstico se basa en la irritabilidad y en la «mirada» del emperador, descrita por Plinio el Viejo.

## Calígula en la ficción
En producciones audiovisuales de imagen real, Calígula ha sido encarnado por:
- Jay Robinson en la película de 1953 La túnica sagrada y en su continuación de 1954, Demetrio y los gladiadores.

- John Hurt en la serie de televisión Yo, Claudio (1976); dicha serie está basada en las novelas de Robert Graves Yo, Claudio y Claudio, el dios, y su esposa Mesalina, que describen la vida de la dinastía Julio-Claudia narrada por el tío de Calígula: Claudio.
- Emlyn Willians desempeñó el papel de Calígula en Yo, Claudio, película basada también en la novela de Graves (1937). Jamás se completó.
- Malcolm McDowell en Calígula (1979), una película que describe cómo Calígula asesina a Tiberio e inicia un reinado marcado por sus excentricidades.
- Courtney Love le representó en el falso avance de Gore Vidal's Caligula, aparentemente una adaptación de la película de 1979, que resultó ser finalmente un breve parodia del artista conceptual Francesco Vezzoli.[174]
- John McEnery en la miniserie A.D. (1985). En ella se describe la vida de los primeros cristianos en tiempos de Tiberio, Calígula, Claudio y Nerón.
- Szabolcs Hajdu en la película Calígula (1996)
- John Simm en la miniserie Imperium: Nerone (2004). Esta obra, dividida en dos episodios, narra la vida del emperador Nerón desde su infancia hasta su muerte. Calígula aparece como un personaje secundario.
- La obra de Nat Cassidy, The Reckoning of Kit and Little Boots, describe la vida del dramaturgo isabelino Christopher Marlowe y la de Calígula, con la ficticia presunción de que este estaba trabajando en un escrito acerca del emperador en el momento de su asesinato. Se hace hincapié en las similitudes existentes entre los dos personajes; ambos murieron siendo apuñalados en 29 ocasiones y ambos tenían una curiosa perspectiva religiosa. La obra se centra también en la relación entre el emperador y su hermana Julia Drusila, y en su profunda aversión hacia Tiberio. Se estrenó en Nueva York en junio de 2008.[175]
- "Caligula" de Albert Camus,[176] es una obra de ficción en la cual el emperador Calígula regresa después de abandonar el palacio durante tres días y tres noches seguidas de la muerte de su hermana querida, Drusila. Luego el joven emperador usa su poder para "traer lo imposible al reino de lo probable".
- Pepe Cibrián Campoy lo llevó a escena en Argentina en su musical "Calígula, un nuevo musical" con música original de Martín Bianchedi en 1983 y, en una nueva versión, con música de Ángel Mahler en 2002.
- El personaje del emperador Cartagia en la serie de ciencia ficción Babylon 5 tiene muchos paralelismos con Calígula.

- En 1989, los estudios Uzbekfilm (Узбекфильм), de la República Socialista Soviética de Uzbekistán, produjeron el cortometraje de animación para adultos Calígula (Калигула), dirigido por Nikolay Smírnov (Николай Смирнов).[177]

- Calígula es también el tercer emperador del Triunvirato de la saga Las Pruebas de Apolo, de Rick Riordan, siendo descrito como el peor y más maligno de los emperadores romanos.
- En 2014,  Drácula: La historia jamás contada, Caligula como el maestro vampiro, interpretado por Charles Dance.